# España Sagrada

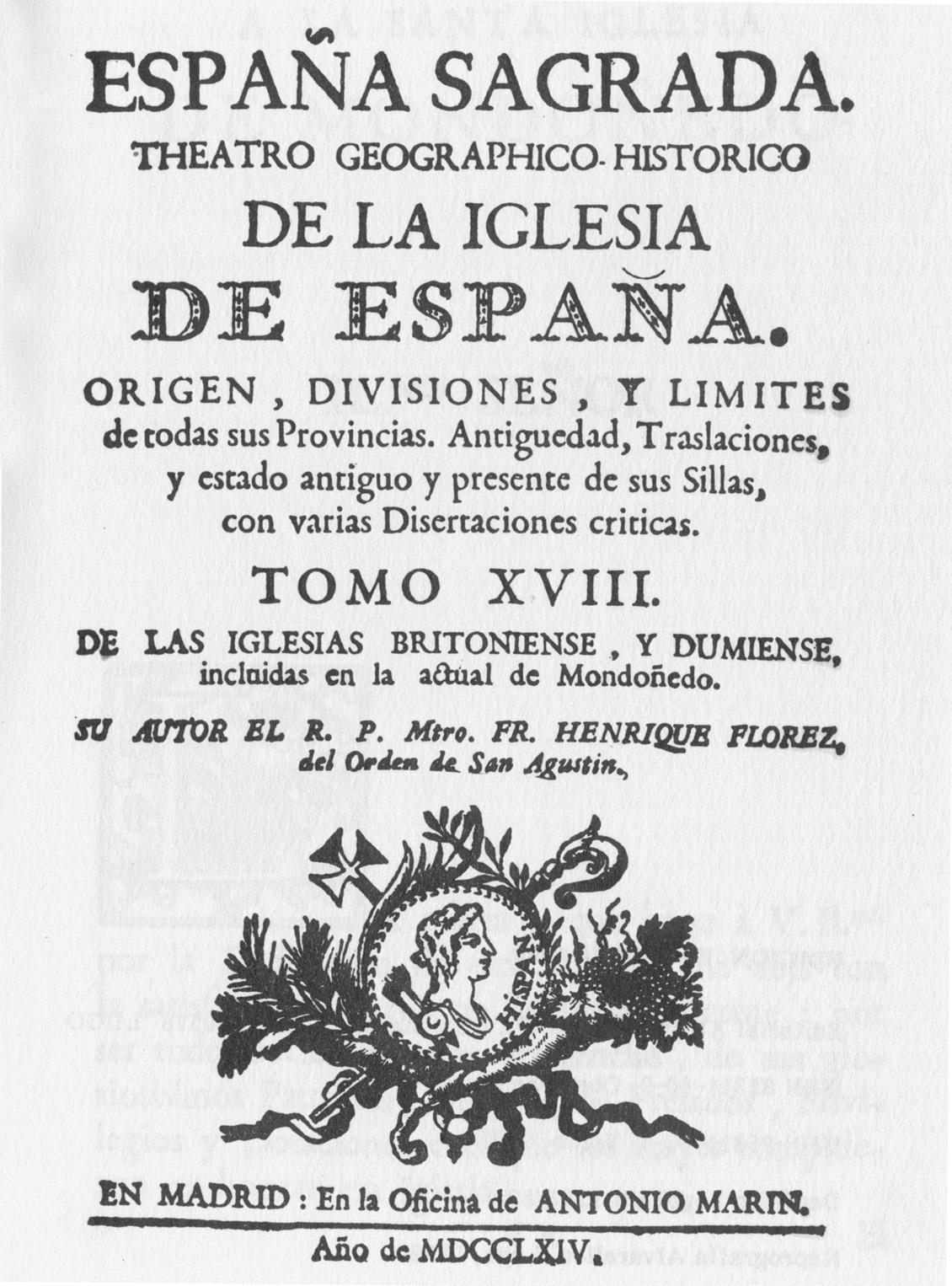
Capa da edição original do tomo XVIII da España Sagrada (1764).

España Sagrada. Teatro Geográfico-Histórico de la Iglesia de España é uma obra de história eclesiástica espanhola, de importância extraordinária pelo caudal de documentos, notícias, ilustrações e antiguidades de diversos gêneros que apresenta. Foi concebida e em grande parte realizada pelo freire agostinho espanhol Enrique Flórez no século XVIII.
A monumental obra é notável pela crítica objetiva, empregue no esclarecimento de questões geográficas e cronológicas, de autenticidade de fontes e de fatos históricos, representando uma excelente amostra do Iluminismo na Espanha. 
O gérmen da ideia de publicação da monumental obra do Padre Flórez puderam ter sido outras obras que naquele tempo estavam sendo publicadas na Europa em relação à História da Igreja: inspirou-se claramente na Gallia Christiana  de Denis de Sainte-Marthe e a Italia Sacra  de Ferdinando Ughelli, dois dos mais ambiciosos empenhos historiográficos do seu tempo, bem como nos Acta Sanctorum em Bélgica.

## História da publicação
Em 1747 apareceu o tomo primeiro da obra. O Padre Flórez preparou os 28 seguintes, contando desde 1749 como colaborador e ajudante com o bibliógrafo Francisco Méndez (1725-1803). Publicados os cinco primeiros tomos, o rei Fernando VI acolheu em 1750 sob a sua real proteção a gigantesca obra.
À morte de Flórez (1773), a Ordem Agustiniana continuou a publicação e encarregou a Manuel Risco (1735-1801) a edição dos dois tomos (XXVIII-XXIX) preparados por Flórez, e prosseguiu a obra investigadora até o tomo XLII. Novo impulso tomou com Antolín Merino (1745-1830), e, depois da Guerra da Independência, publicou, junto com o P. A. Canal, os tomos XLIII e XLIV. Este último, já ancião, e Diretor da Real Academia da História, conseguiu prolongar a obra até o tomo XLVII.
Finalmente, Pedro Sainz de Baranda, Vicente la Fuente, Carlos Ramón Fort, Eduardo Jusué e, novamente outro agostinho, P. Ángel Custodio Vega, prepararam e publicaram os últimos tomos da España Sagrada , até o LVI.
Em 2000, a Editorial Revista Agustiniana começou a publicação de uma nova edição completa da España Sagrada  revisada por Rafael Lazcano.

## Conteúdo da obra
- Tomo I ..................... Clave Geográfica GallicaGoogle Books
- Tomo II .................... Cronologia da História antiga Gallica
- Tomo III ................... Predicação dos Apóstolos na Espanha Gallica
- Tomo IV ................... Origem e progresso dos bispados Google-Books
- Tomo V .................... Província Cartaginense Gallica Universidade de Alicante archive.org
- Tomo VI ................... Igreja de Toledo enquanto metropolitana Gallica Universidade de Alicante
- Tomo VII .................. Igrejas sufragâneas antigas de Toledo: Acci, Arcávica, Basti, Reacia, Bigastro, Cástulo, Compluto, Dianio, Elotana Ilici, Mentesa, Oreto e Osma. Universidade de Alicante archive.org
- Tomo VIII ................. Igrejas que foram sufragâneas de Toledo: Palância, Sétabis, Segóvia, Segóbriga, Segóncia, Valência, Valéria e Urci. Gallica Universidade de Alicante
- Tomo IX ................... Província Bética e Igreja de Sevilha. Gallica archive.org
- Tomo X .................... Igrejas sufragâneas antigas de Sevilha: Abdera, Asido, Astigi e Córdova. Gallica archive.org
- Tomo XI ................... Vidas e escritos de alguns varões ilustres cordoveses que floreceram no século nono. Gallica Google-Books
- Tomo XII .................. Igrejas sufragâneas antigas de Sevilha: Égabro, Elepla, Eliberi, Itálica, Málaga e Tucci.
- Tomo XIII ................. Igreja de Lusitânia e a sua metrópole Mérida. Gallica Google-Books archive.org
- Tomo XIV ................. Igrejas de Ávila, Calabria, Cória, Coimbra, Évora, Egitania, Lamego, Lisboa, Ossonaba, Pacense, Salamanca, Viseu e Zamora. Gallica Google-Books
- Tomo XV .................. Província antiga da Galiza e a sua metrópole, a Igreja de Braga. Gallica archive.org
- Tomo XVI ................. Igreja de Astorga.
- Tomo XVII ................ Igreja de Ourense. Gallica
- Tomo XVIII ............... Igrejas Britoniense e Dumiense (Mondonhedo). Gallica
- Tomo XIX ................. Igreja Iriense e Compostelana, até o seu primeiro arcebispo. Gallica Google-Books
- Tomo XX .................. História Compostelana. Gallica
- Tomo XXI ................. Igreja de Porto da Galiza Antiga.Gallica Google-Books
- Tomo XXII ................ Igreja de Tui.
- Tomo XXIII ............... Igreja de Tui. Continuação. Gallica
- Tomo XXIV ............... Parte 1: Cantábria. Parte 2: Antiguidadees tarraconenses. Gallica
- Tomo XXV ................ Igreja de Tarragona. Gallica
- Tomo XXVI ............... Igrejas de Auca, de Valpuesta e de Burgos. Gallica Google Books
- Tomo XXVII .............. Igrejas colegiais, mosteiros e santos da diocese de Burgos: conventos, paróquias e hospitais da cidade. Gallica archive.org
- Tomo XXVIII ............. Igreja Ausonense. Gallica
- Tomo XXIX ............... Igreja de Barcelona. Gallica
- Tomo XXX ................ Igreja de Saragoça. Gallica Google-Books
- Tomo XXJI ............... Varões ilustres cessaraugustanos.
- Tomo XXJII .............. Vascônia. Igrejas de Calahorra e de Pamplona. Gallica archive.org
- Tomo XXJIII ............. Antiguidadees civis e eclesiásticas de Calahorra, e bispados de Nágera e Álava. archive.org
- Tomo XXXIV ............. Igreja de Leão. Gallica
- Tomo XXXV .............. Igreja de Leão. Google Books
- Tomo XXXVI ............. Igreja de Leão. Gallica Google-Books
- Tomo XXXVII ............ Região dos ástures, reino das Astúrias e memórias dos seus reis. Fundação da cidade e Igreja de Oviedo. Gallica
- Tomo XXXVIII ........... Igreja de Oviedo. Gallica Google Books
- Tomo XXXIX ............ Igreja de Oviedo. História da fundação do principado das Astúrias.Gallica
- Tomo XL .................. Cidade e Igreja de Lugo. Gallica
- Tomo XLI ................. Igreja de Lugo. Continuação. Gallica
- Tomo XLII ................ Antiguidades civis e eclesiásticas das cidades de Destosa, Egara e Empúrias. Gallica
- Tomo XLIII ............... Igreja de Gerona. Gallica Universidade de Alicante
- Tomo XLIV ............... Igreja de Gerona. Gallica archive.org
- Tomo XLV ................. Igreja de Gerona, colegiadas, mosteiros e conventos. Gallica archive.org
- Tomo XLVI ................ Igrejas de Lérida, Roda e Barbastro. Gallica
- Tomo XLVII ............... Igreja de Lérida. archive.org
- Tomo XLVIII .............. Igreja de Barbastro. Gallica
- Tomo XLIX ............... Igreja de Tarazona. Gallica archive.org
- Tomo L ..................... Igrejas de Tarazona e de Tudela. Google BooksGallica
- Tomo LI .................... Bispos espanhóis manchetes das Igrejas In partibus Infidelium, ou auxiliares das da Espanha. Gallica Universidade de Alicante archive.org
- Tomo LII ................... Tábuas abreviadas para a redução do cómputo árabe e do hebraico ao cristão e viceversa.
- Tomo LIII E LIV ......... Igreja Apostólica de Ilíberri (Granada). (Um Vol.). Universidade de Alicante
- Tomo LV ................... Igreja Apostólica de Eliberri (Granada). Universidade de Alicante
- Tomo LVI .................. Igreja Apostólica de Eliberri (Granada). Universidade de Alicante
- Indíce archive.org